# Edvard Lasota
Edvard Lasota  est un footballeur tchèque né le 7 mars 1971 à Třinec. Il évoluait au poste de milieu de terrain.

## Biographie

### En club
Edvard Lasota joue en Tchéquie et en Italie. Il dispute au cours de sa carrière un total de 298 matchs en première division, inscrivant 57 buts. Il réalise sa meilleure performance lors de la saison 1992-1993, où il inscrit neuf buts en championnat avec le club du FC Brno.
Il joue également deux matchs en Ligue des champions, trois matchs en Coupe de l'UEFA, onze en Coupe des coupes, et enfin sept en Coupe Intertoto. Il est quart de finaliste de la Coupe des coupes en 1998, en étant battu par le club allemand du VfB Stuttgart.

### En équipe nationale
International tchèque, il reçoit 15 sélections en équipe de Tchéquie de 1995 à 1998, marquant deux buts,.
Il joue son premier match en équipe nationale le 13 décembre 1995 contre le Koweït en amical (victoire 2-1).
Il participe à la Coupe des confédérations 1997, jouant l'intégralité des matchs du tournoi, et marquant un but contre l'Uruguay lors de la petite finale.
Il marque son second but en équipe nationale en mars 1998, en amical contre l'Irlande.
Son dernier match en équipe nationale a lieu le 27 mai 1998 contre la Corée du Sud en amical (match nul 2-2).

## Carrière
- 1989 :  Zbrojovka Brno
- 1989-1990 :  VTJ Tábor
- 1990-1991 :  Dukla Prague
- 1991-1993 :  FC Brno
- 1994 :  SK Sigma Olomouc
- 1995-1996 :  Petra Drnovice
- 1996-1998 :  Slavia Prague
- 1998-1999 :  AC Reggiana
- 2000 :  SFC Opava
- 2000-2001 :  AC Reggiana
- 2001 :  Salernitana
- 2001-2002 :  FK Drnovice
- 2002-2006 :  Tescoma Zlín
- 2006-2007 :  Fotbal Třinec

## Palmarès
Avec le Slavia Prague :
- Vainqueur de la Coupe de Tchéquie en 1997.

Avec la Tchéquie :
- Troisième de la Coupe des confédérations 1997.